# Kombinacja norweska na Zimowych Igrzyskach Olimpijskich Młodzieży 2012
Zawody w kombinacji norweskiej na Zimowych Igrzyskach Olimpijskich Młodzieży 2012 odbyły się w dniu 15 stycznia 2012 r. Zawodnicy rywalizowali tylko w jednej konkurencji: skokach na normalnej skoczni/biegu na 10 km. Kombinację norweską na I IOM reprezentowali tylko chłopcy, ponieważ konkurencje dziewczęce nie są wliczane do zawodów olimpijskich.

## Terminarz
| Data             | Godzina | Miejscowość | Konkurencja            | Złoto        | Srebro       | Brąz        |
| ---------------- | ------- | ----------- | ---------------------- | ------------ | ------------ | ----------- |
| 15 stycznia 2012 |         | Seefeld     | Skocznia normalna/10km | Tomáš Portyk | Ilkka Herola | Gō Yamamoto |

## Wyniki

### Skoki na normalnej skoczni/Bieg na 10km
| Pozycja | Zawodnik             | Narodowość | Wynik   | Strata  |
| ------- | -------------------- | ---------- | ------- | ------- |
|         | Tomáš Portyk         | Czechy     | 26:31.4 | -       |
|         | Ilkka Herola         | Finlandia  | 26:34.2 | +2.8    |
|         | Gō Yamamoto          | Japonia    | 26:39.9 | +8.5    |
| 4.      | Tom Lubitz           | Niemcy     | 26:57.6 | +26.2   |
| 5.      | Raffaele Buzzi       | Włochy     | 27:03.4 | +32.0   |
| 6.      | Harald Johnas Riiber | Norwegia   | 27:29.6 | +58.6   |
| 7.      | Kristjan Ilves       | Estonia    | 27:42.9 | +1:11.5 |
| 8.      | Paul Gerstgraser     | Austria    | 27:48.7 | +1:17.3 |
| 9.      | Jan Kirchhofer       | Szwajcaria | 28:39.8 | +2:08.4 |
| 10.     | Luka Pintarič        | Słowenia   | 29:30.8 | +2:59.4 |